# Jillian Terceira
Jillian Terceira (née le 23 juillet 1971 dans la paroisse de Paget) est une cavalière bermudienne de saut d'obstacles.

## Carrière
Jillian Terceira commence l'équitation à huit ans dans la paroisse de Southampton. Son grand-père possède des chevaux de course, son père Maurice Terceira fut président de la Fédération équestre des Bermudes.
Elle participe aux Jeux olympiques d'été de 2008 à Pékin et est la porte-drapeau des Bermudes lors de la cérémonie d'ouverture. Elle s'est qualifiée grâce à sa participation aux Jeux panaméricains de 2007 où elle finit 25e de l'épreuve individuelle. Avec Chaka III, elle est 67e de l'épreuve individuelle.
Aux Jeux panaméricains de 2011, elle prend la 8e place de l'épreuve individuelle et se qualifie pour les Jeux olympiques d'été de 2012 à Londres. Avec Bernadien van Westuur, elle termine 50e de l'épreuve individuelle.
Elle participe également aux Jeux équestres mondiaux de 2014 en Basse-Normandie, où elle est 106e de l'épreuve individuelle.
Elle est encore présente aux Jeux panaméricains de 2015 où elle termine 30e. À la suite de ces jeux, la Fédération équestre des Bermudes la sanctionne d'une interdiction d'un an pour avoir porté un bermuda rouge traditionnel au lieu d'une jupe lors de l'inspection vétérinaire de son cheval et une interdiction de trois ans pour une violation présumée de la sécurité au village des athlètes, pour avoir voulu héberger dans le village son entraîneur et le propriétaire du cheval ; pendant ce temps, elle lui interdit de représenter les Bermudes. Le Tribunal arbitral du sport jugera en août 2019 que les interdictions étaient disproportionnées par rapport aux infractions et que des réprimandes écrites auraient suffi, condamne la fédération bermudienne à un dédommagement en faveur de Jillian Terceira.